# Jacob Malmborg
Jacob Malmborg, född 25 juli 1801 i Malmö, död 15 mars 1876 i Sankt Petri församling, Malmöhus län, var en svensk borgmästare.
Malmborg gick i skolan i Malmö, blev student vid Lunds universitet 1818 och avlade juridisk examen 1821. Han blev magistratssekreterare i Malmö stad 1822, stadsnotarie och notarius publicus 1824, kämnärspreses och rådman 1839 och valdes enhälligt till borgmästare i nämnda stad 1852. Han var riksdagsman 1853–54 och 1856–58.
Redan i mitten av 1800-talet uppkallades Malmborgsgatan i centrala Malmö efter honom.
År 1850 så tog Jakob Malmborg ett initiativ för ett nytt sjukhus i Malmö. Det kom att förläggas på Slottsgatan. Det fick benämningen "Falkens sjukhus" efter stadsläkaren August Falck.